# Kontinentalwestgermanisches Dialektkontinuum
Der Begriff kontinentalwestgermanisches Dialektkontinuum bezeichnet ein nur noch in Teilen intaktes innerwestgermanisches Dialektkontinuum in Mittel- und Westeuropa. Es umfasst (bzw. umfasste) die dort in einem zusammenhängenden Gebiet gesprochenen oberdeutschen, mitteldeutschen, niederdeutschen, westfriesischen und niederfränkischen Dialekte, die heute einer der standardisierten Dachsprachen Deutsch, Niederländisch, Westfriesisch und Luxemburgisch zugerechnet werden.
Die folgenreichste Veränderung, die das kontinental-westgermanische Dialektkontinuum erfahren hat, war die Verschmelzung des niederdeutschen und des hochdeutschen Gebiets zu einem einzigen deutschen Sprachraum – nicht so sehr durch eine Veränderung der gesprochenen Sprachgewohnheiten der Beteiligten, sondern vielmehr durch die allmähliche „Überdachung“ des niederdeutschen Gebiets durch die sich entwickelnde (hoch)deutsche Standardsprache ab dem 15. Jahrhundert und den damit einhergehenden Verlust der Standardsprachenfunktion des Niederdeutschen.
Der zunehmende Bildungsgrad weiter Teile der Bevölkerung im 19. Jahrhundert und die damit verbundene Verbreitung und Verwendung der Standardsprachen in allen Bevölkerungsschichten spaltete das Dialektkontinuum, das heute nur noch teilweise und in unterschiedlichen Stadien des Verfalls erhalten geblieben ist.

## Begrenzung
Das Dialektkontinuum wird im Norden durch das Dänische, im Osten durch das Polnische, das Tschechische und das Slowakische, im Südosten durch das Ungarische und Slowenische, im Süden durch das Italienische und Rätoromanische sowie im Südwesten und Westen durch das Französische begrenzt. Häufig an diesen Grenzen sind Orte, an denen sowohl deutsche oder niederländische Dialekte als auch Dialekte dieser Sprachen gesprochen werden.

## Beschreibung
| Kontinentalwestgermanisches Dialektkontinuum um 1900 (nach Peter Wiesinger & König) mit den folgenden dialektalen Großgruppen: Niederfränkisch 1. Zentralniederländische Mundarten 2. Westflämisch 3. Brabantisch 4. Limburgisch 5. Niederrheinisch (deutsche Dachsprache) Friesisch 6. Westfriesisch (westfriesische Dachsprache) 7. Saterländisch 8. Nordfriesisch Niederdeutsch 9. Overijssels (niederländische Dachsprache) 10. Gronings (niederländische Dachsprache) 11. Westfälisch 12. Nordniedersächsisch 13. Ostfälisch 14. Mecklenburgisch-Vorpommersch 15. Brandenburgisch 16. Mittelpommersch 17. Ostpommersch 18. Niederpreußisch Mitteldeutsch 19. Ripuarisch 20. Luxemburgisch 21. Moselfränkisch 22. Rheinfränkisch 23. Zentralhessisch 24. Nordhessisch 25. Osthessisch 26. Thüringisch 27. Nordobersächsisch 28. Südmärkisch 29. Obersächsisch 30. Schlesisch 31. Hochpreußisch Oberdeutsch 32. Oberfränkisch 33. Nordbairisch 34. Zentralbairisch 35. Südbairisch 36. Schwäbisch 37. Niederalemannisch 38. Mittelalemannisch 39. Hochalemannisch 40. Höchstalemannisch Ehemalige deutsche Sprachgebiete in Ostmitteleuropa: seit 1945/50 praktisch nicht mehr existent |

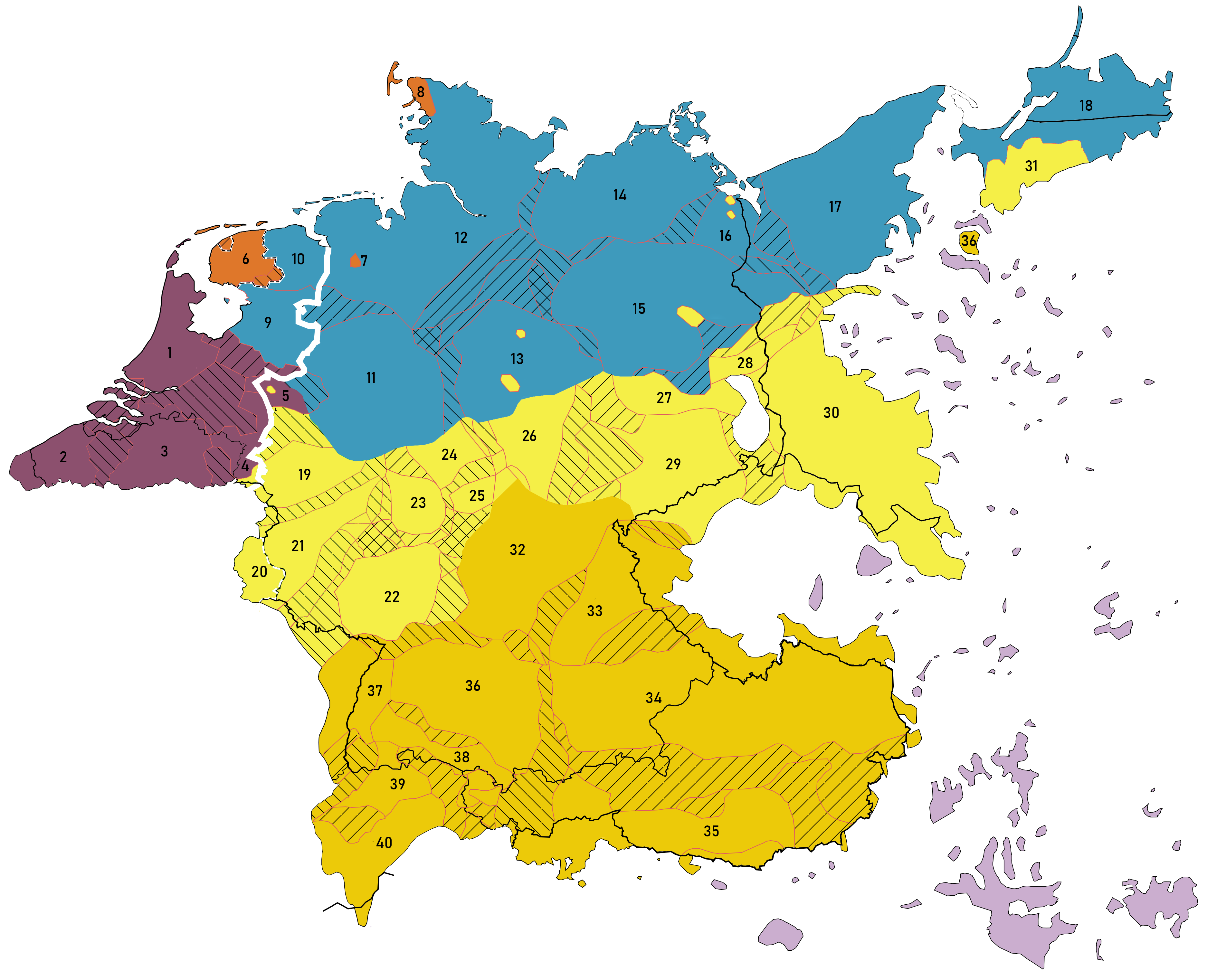

Das kontinentalwestgermanische Dialektkontinuum reicht vom Schleswigschen (Nord-Niedersächsischen) im äußersten Norden bis zum Höchstalemannischen im äußersten Südwesten und Südbairischen im äußersten Südosten, vom Westflämischen im äußersten Westen bis zur deutsch-polnischen bzw. deutsch-tschechischen Sprachgrenze im Osten.
Im allgemeinen Sprachgebrauch werden die historischen Dialektübergänge innerhalb des Kontinuums oft als „fließend“ oder „kaum wahrnehmbar“ beschrieben, doch war dies selten tatsächlich der Fall. Innerhalb des Dialektkontinuums existierten verschiedene Übergänge, die zwar im Hinblick auf die gegenseitige Verständlichkeit kaum eine Rolle spielten, für die betroffenen Dialektsprecher jedoch sehr wohl spürbar waren – ein Phänomen, das auch in den noch erhaltenen Teilen des Kontinuums weiterhin beobachtbar ist. Darüber hinaus variiert die Stärke der Dialektübergänge und ist sie nicht omnidirektional, wodurch die gedachten Linien zwischen Dialektgruppen selten gerade verlaufen. Üblicherweise aber, können Dialektsprecher die Dialekte ihrer nahen Nachbarn in angemessenem Umfang verstehen. 
Die relativ kleinen Unterschiede von einer Ortsmundart zur nächsten summieren sich und führen letztlich dazu, dass ein Dialektsprecher aus Flensburg den Dialektsprecher aus Bern oder Bozen nicht oder nur schwer verstünde – und umgekehrt, verfügten beide nicht über Deutsch als überregionale gemeinsame Standardsprache. Bei Dialektsprechern aus Antwerpen (Geltungsbereich der niederländischen Standardsprache) und Wien (Geltungsbereich der deutschen Standardsprache) fehlt eine gemeinsame Dach- bzw. Standardsprache, die direkt zur Überwindung von Verständigungsschwierigkeiten beitragen könnte. Das deutsch-niederländische Dialektkontinuum erstreckt sich über die heutigen Geltungsbereiche zweier Standardsprachen – den des Deutschen in Deutschland, Ostbelgien, der Deutschschweiz, Österreich, Liechtenstein und Südtirol in Italien und den des Niederländischen in den Niederlanden und der belgischen Region Flandern. Hinzu kommen das alemannische, rheinfränkische und moselfränkische Dialektgebiet im Elsass und nordöstlichen Lothringen sowie das westflämische Dialektgebiet um Dünkirchen, wo das Französische als Amtssprache gilt und die niederländische Standardsprache nur eingeschränkt verbreitet ist, sowie das moselfränkische Dialektgebiet in Luxemburg, wo neben der deutschen Standardsprache auch das Luxemburgische einige Funktionen einer Standardsprache ausfüllt. Die Grenzen der Dialektgruppen stimmen dabei nicht mit den Verbreitungsgebieten der beiden großen Standardsprachen, die weitgehend von den politischen Grenzen bestimmt sind, überein. Das Niedersächsische, Niederfränkische und Ripuarische werden jeweils beiderseits der deutsch-niederländischen Staatsgrenze gesprochen, die die Verbreitungsgebiete der Standardsprachen trennt.
Der Germanist Jan Goossens beschrieb, dass die niederländischen Dialekte immer deutscher würden, je näher sich diese der südöstlichen Staatsgrenze näherten. Desgleichen würden deutsche Dialekte immer niederländischer, wenn diese sich in nordwestlicher Richtung bewegten und auf die niederländische Staatsgrenze zuliefen. Daher zeigten „ostsassische“ Dialekte, die in Teilen der Provinzen Gelderland (Achterhoek) und Overijssel (Twente) gesprochen würden, mehrheitlich sprachliche Kennzeichen des benachbarten westfälischen Niederdeutsch. Derweil würden die „westsassischen Dialekte“ bereits „in mancher Hinsicht“ Gemeinsamkeiten mit den in Holland oder Brabant gesprochenen Dialekten aufweisen.
Während bis ins 19. Jahrhundert sowohl das Niederländische als auch das Deutsche bei der ländlichen Bevölkerung reine Buchsprachen waren (nach der Schrift sprachen nur wenige von ihnen), war die Alltagssprache traditionell der jeweilige Dialekt. So sprachen die Bauern, aber auch die Städter aus Deutschland, – sofern sie nicht der niederländischen Sprache mächtig waren –, mit ihren niederländischen Nachbarn auf Platt. So schreibt beispielsweise der Germanist Peter von Polenz:

„Im 18. Jh. herrschte noch viel Liberalität beim Neben- und Übereinander verschiedener Sprachen. Bei Fortdauer niederdeutscher Grundsprache im mündlichen Verkehr wurden die Schriftsprachen Hochdeutsch und Niederländisch je nach Empfänger(kreis) und Sachdomäne abwechselnd verwendet, selbst noch […] im oberen Gelderland, wobei auch beide Kirchen das Niederländische gegen preußische Verhochdeutschung in Gottesdienst und Schule stützten. […] [B]is schließlich um 1860 die Schriftsprachgrenzen genau der Staatsgrenzen verliefen. […] Aus den Rhein-Maasländern sind Belgier, Deutsche und Niederländer geworden, deren Erinnerung an die 1500-jährige gemeinsame Sprache und Geschichte verblaßt sind.“

Innerhalb der vergleichenden Sprachwissenschaft (Germanistik/Nederlandistik) ist umstritten, inwiefern sich das bis in die 1960er Jahre intakte Dialektkontinuum an der deutsch-niederländischen Staatsgrenze infolge des Spracheinflusses der jeweiligen Kultursprachen Deutsch und Niederländisch aufgelöst hat. Bis zum Zweiten Weltkrieg war es der Grenzbevölkerung beiderseits der Grenze durchaus möglich, mündlich miteinander im Dialekt zu kommunizieren.
Nach 1945, insbesondere seit den 1960er Jahren ist dort die Tendenz zu beobachten, wie sich die jeweiligen Dialekte an der entsprechenden Hoch- und Standardsprache (gefördert durch Rundfunk, Fernsehen usw.) ausrichten und orientieren, sodass die Grenzbevölkerung nun nicht mehr ohne größere Schwierigkeiten im jeweiligen Dialekt miteinander kommunizieren kann. Eine diesbezügliche niederländische Studie, im Rahmen einer Dissertation von 2008, des grenzüberschreitenden kleverländischen Dialektgebietes kam zu dem Schluss, dass sich die Dialekte beiderseits der Staatsgrenze, soweit sie denn noch bestehen, unter dem stärker werdenden Einfluss der jeweiligen Dachsprachen auseinanderentwickelt und im (kleverländischen) Dialektraum auch zu einer dialektalen Sprachgrenze geführt haben. Heute vertritt nur noch eine Minderheit der Germanisten die Auffassung, dass das Dialektkontinuum an der deutsch-niederländischen Staatsgrenze weiterhin grenzübergreifend besteht, indes Jan Goossens bereits 1970 feststellte, dass die deutsch-niederländische Staatsgrenze de facto auch die Dialektgrenze zwischen niederländischen und deutschen Dialekten darstelle.
Eine ähnliche Entwicklung, wie die, die das Niederländische durchlaufen hat, vollzog sich bereits in den 1930er Jahren in Luxemburg und der deutschsprachigen Schweiz. Dort wurde nach der nationalsozialistischen Machtergreifung (1933) im Zuge der nationalen Selbstfindung der Luxemburger und Deutschschweizer die jeweilige Mundart ausgebaut. In Luxemburg gilt diese seit 1980 als eine der amtlichen Arbeitssprachen und als Nationalsprache der autochthonen germanischstämmigen Bevölkerung. In der Schweiz und in Luxemburg empfinden einige der Einwohner, die als Muttersprache einen germanischen Dialekt sprechen, das Hochdeutsche inzwischen als Fremdsprache.